# Radislav Houška
Radislav Houška (* 8. července 1960) je bývalý český fotbalista, záložník.

## Fotbalová kariéra
V československé lize hrál za TJ Sklo Union Teplice, nastoupil ve 25 ligových utkáních a dal 1 gól. Dále hrál za Vagónku Česká Lípa a Armaturku Ústí nad Labem.

## Ligová bilance
| Ročník                                   | Zápasy | Góly | Klub                     |
| ---------------------------------------- | ------ | ---- | ------------------------ |
| 1. ČNL 1981/82                           | 26     | 2    | Vagónka Česká Lípa       |
| 1. ČNL 1982/83                           | 30     | 3    | Vagónka Česká Lípa       |
| 1. československá fotbalová liga 1983/84 | 25     | 1    | TJ Sklo Union Teplice    |
| 1. ČNL 1984/85                           | 21     | 0    | Armaturka Ústí nad Labem |
| 1. ČNL 1985/86                           | 10     | 1    | Vagónka Česká Lípa       |
| CELKEM 1. liga                           | 25     | 1    |                          |